# Culture Kuai Kuai
 (septembre 2024).
La culture Kuai Kuai est un phénomène taïwanais où les gens mettent des paquets de snacks de la marque Kuai Kuai (zh) (chinois traditionnel : 乖乖 ; pinyin : Guāi Guāi) à côté ou au-dessus des ordinateurs ou des machines. Les gens qui font cela croient que, grâce au nom de la marque (ressemblant phonétiquement aux termes obéissant et bien élevé), l'appareil fonctionnera sans erreur.
Il peut ainsi être couramment observé dans une myriade de lieux de travail dans la société taïwanaise. Un ensemble rigide de pratiques considérées comme meilleures a d'ailleurs vu le jour concernant l'utilisation appropriée des snacks Kuai Kuai : il ne faudrait utiliser que des emballages verts et s'assurer que les denrées ne sont pas périmées.

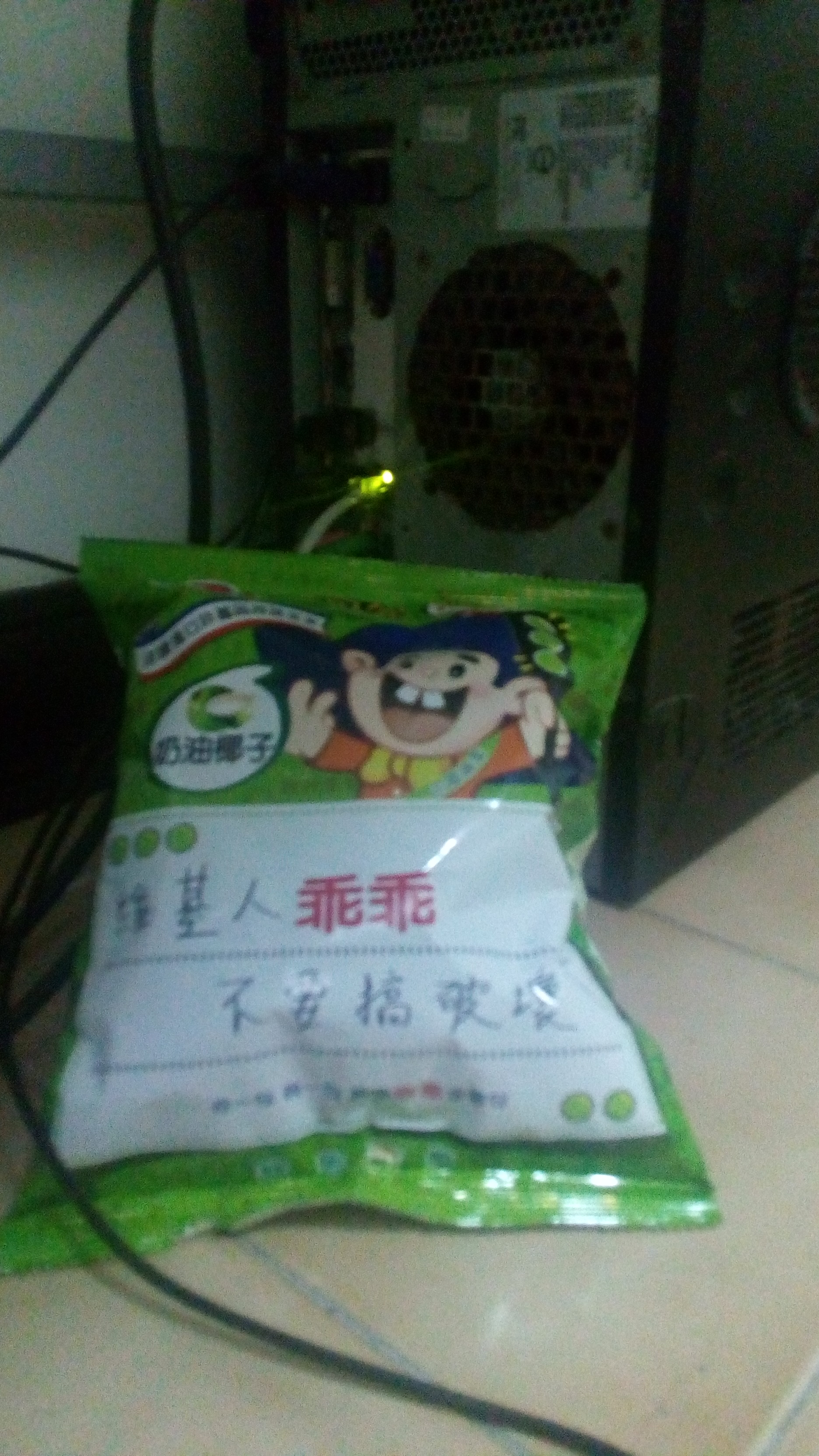
Un sac de Kuai Kuai aromatisé au beurre de noix de coco, avec un emballage vert, à côté d'un ordinateur de bureau, est considéré par certains Taïwanais comme une bénédiction pour la machine. L'emballage dispose d'un espace pour écrire des souhaits. Celui de l'image comporte ainsi les inscriptions Les Wikipédiens se tiennent bien. Ne pas saboter (維基人乖乖／不要搞破壞).

## Influence culturelle
La compagnie Kuai Kuai (zh) a été fondée 1968. Elle produit principalement des gâteaux et des snacks à base de maïs ; dont une ligne de produit portant le nom de la compagnie.
La pratique consistant à parer les machines avec le sncak a été documentée dès 2008. La parure n'est pas seulement une convention informelle de l'industrie de l'information taïwanaise, mais s'étend également à d'autres domaines de l'industrie. Des paquets de Kuai Kuai sont maintenant placés à côté des appareils des salles de serveurs, des guichets automatiques, des systèmes de contrôle et des postes de péage. Il en a également été vu dans des endroits tels qu'un centre informatique, un bureau des affaires sociales, une architecture de durabilité, un commissariat de police, un hôpital, un bureau d'infirmière, un centre de prévention de la violence conjugale et des agressions sexuelles, une salle de coupe, un théâtre, des bureaux d'enregistrement des ménages, et des salles d'examen pour les tests nationaux. C'est également l'un des seuls aliments que l'on peut apporter dans des salles informatiques et serveurs autrement fragiles.
La culture est considérée par certains comme une superstition. Par exemple, le réalisateur de film Chi Po-lin a déclaré « J'écris mon nom (sur le sac) et je ne plaisante pas ». Cependant, le vice-professeur de Université des Sciences et Technologies de la ville de Taipei, Chiang Tsan-teng (江燦騰), souligne que les prétendus effets stabilisateurs du Kuai Kuai peuvent être purement une coïncidence, et le snack n'est qu'un placebo pour les ingénieurs.

## Convention
Le placement des Kuai Kuai est plutôt rigide. Étant donné que le voyant indiquant la fonction correcte est vert, le sac à collation ne doit être que le vert correspondant (saveur noix de coco). Inversement, les jaunes ou rouges représentent une anomalie et ne doivent donc jamais être utilisés. Par exemple, en mai 2017 lors de la collecte des impôts sur les bénéfices consolidés, le ministère des Finances a essayé de placer des paquets de Kuai Kuai pour sauver les systèmes opérationnels débordés en raison d'un trop grand nombre d'accès. Cependant, ils ont acheté les sacs de couleur jaune, attirant les critiques des internautes taïwanais. Le membre du Congrès Lu Shiow-yen (盧秀燕) du Kuomintang a mentionné au ministère des Finances, lors de l'examen des projets de loi, que ce dernier devait respecter les conventions et ne pas se tromper sur la couleur du sac. Cependant, la société de collations elle-même propose un ensemble de conventions différent. Les sacs verts sont destinés aux appareils électroniques et aux salles informatiques. Les sacs jaunes sont associés à l'or et à la fortune, ils sont donc les bienvenus dans les secteurs financier et bancaire. Enfin, les sacs rouges représentent l'amour et l'entreprise en vend des séries limitées pour la Saint-Valentin ou la fête des Mères.
Selon la culture dominante, il faut être conscient non seulement de la différence de couleur mais aussi de la date d'expiration. Il est important de ne pas placer de Kuai Kuai périmés ; les produits périmés devant être remplacés immédiatement. Les gens doivent également vérifier les sacs pour déceler des signes de dommages, de peur que la nourriture à l'intérieur ne soit consommée par des cafards ou des souris. Il est important de noter que personne n'est autorisé à ouvrir et à manger des snacks destinés aux machines elles-mêmes ou à les remplacer au hasard. Des reportages à Taïwan ont attribué la responsabilité de certains accidents à une mauvaise utilisation des Kuai Kuai.

## Partenariats

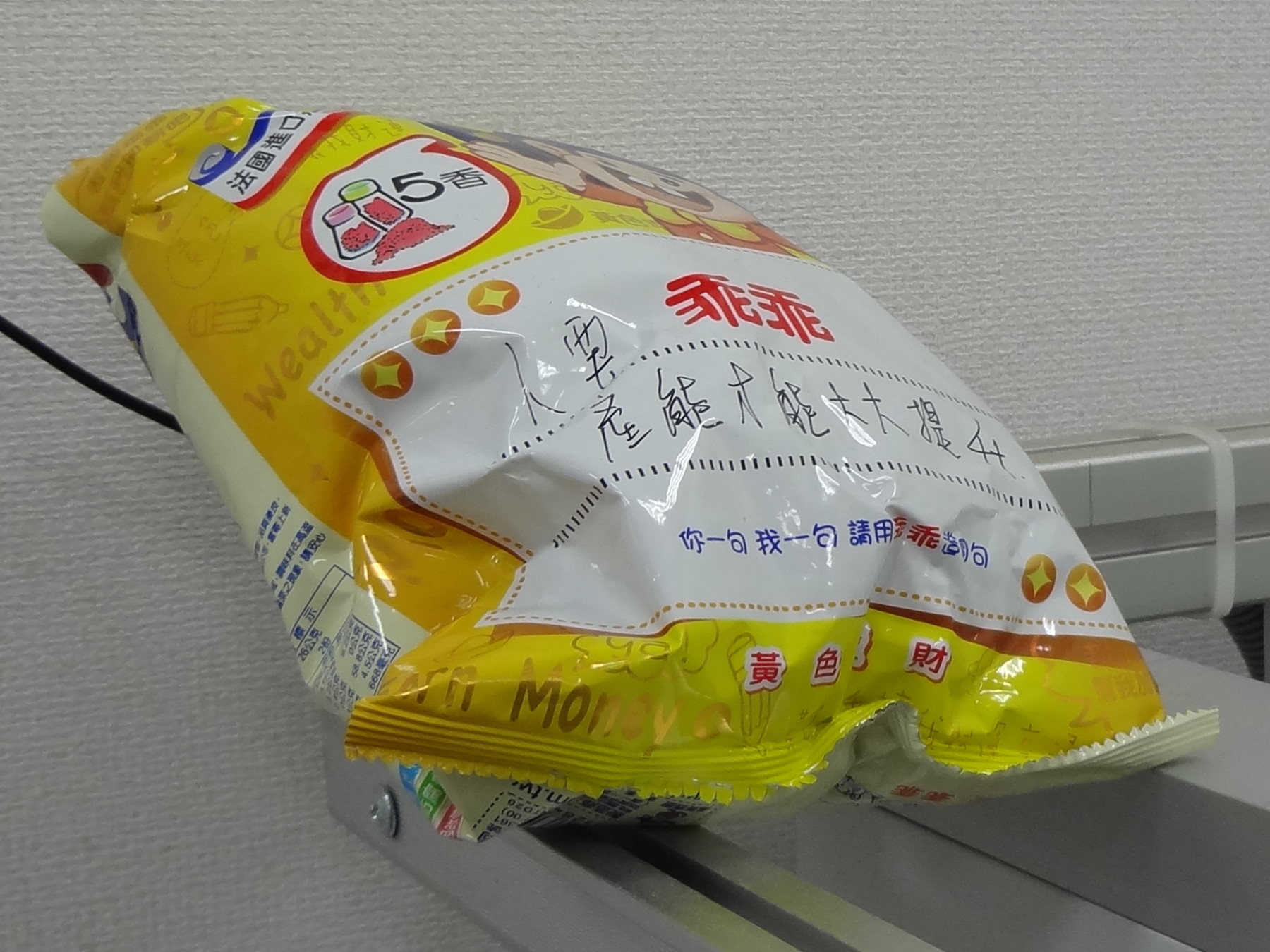
Kuai Kuai aromatisé aux cinq épices sur un tapis roulant.

La culture Kuai Kuai est souvent étroitement liée aux machines et aux équipements, il est donc souvent considéré comme faisant partie de l'essentielle chaîne d'approvisionnement de l'industrie informatique taïwanaise. En 2016, le tremblement de terre à Kaohsiung a endommagé la chaîne de production de TSMC située dans le parc scientifique du Sud de Taïwan, et les ingénieurs de TSMC ont commandé une édition spéciale de Kuai Kuai pour le personnel de l'entreprise après avoir réparé la chaîne de production. Le sac comporte une inscription personnalisée portant les mots FAB14A 222K Limited Edition (FAB14A 222K限定) et la mascotte de l'usine, une Petite Spatule ; cette édition limitée a pu être trouvée vendue sur Internet pour vingt fois le prix ordinaire. Après l'événement, d'autres sociétés informatiques ont également mandaté la société Kuai Kuai pour des éditions personnalisées. Par exemple, Microsoft Taïwan a collaboré avec Kuai Kuai pour l'édition spéciale de la « bouffée de riz paon » (孔雀香酥脆) ; en mars 2017, lorsque le MRT de l'aéroport de Taoyuan a été ouvert, le MRT a fabriqué 60 000 sacs verts pour le grand public sur lesquels on pouvait lire : « Il suffit de prendre le MRT, cela fait gagner du temps » (乖乖搭捷運，省時又快捷). De même la banque Chang Hwa a également collaboré avec Kuai Kuai pour produire des sacs dorés de Kuai Kuai aromatisé aux cinq épices.
En juin 2017, lorsque le parc à thème allemand Europa-Park a annoncé l'ouverture d'un théâtre volant appelé Voletarium, des snacks Kuai Kuai ont été placés au centre de la scène de la conférence de presse. Le parc a présenté le snack au public, la qualifiant de « tradition extraordinaire de Taïwan ». Brogent (zh), la société responsable du Voletarium, exige que les équipements de sa société en dehors de Taïwan soient tous ornés de Kuai Kuai ; la manière précise dont cela doit être fait est d'ailleurs écrite dans les contrats.
Avant le lancement de FORMOSAT-5, le premier satellite de télésurveillance optique taïwanais, le personnel du laboratoire national de Recherche appliquée a empilé des Kuai Kuai autour du modèle du satellite, pour prier pour que tout se passe bien lors du processus de lancement. Pour l'occasion, la société Kuai Kuai a imprimé un autre sac en édition spéciale avec le souhait des laboratoires, « Toutes les vues incroyables de l'espace seront prises dans notre objectif » (太空浩瀚無垠，乖乖盡收眼底).